# Hanyū
Hanyū (japanisch 羽生市, -shi) ist eine Stadt im Norden der Präfektur Saitama. Hanyū liegt an der Grenze zur Präfektur Gunma.

## Geographie
Im Norden fließt der Fluss Tone.

## Geschichte
Als Hanyū wurde, als es noch ein kleiner Ort war, zur Bühne für das Buch „Inaka kyōshi“ (田舎教師), verfasst von Tayama Katai.

## Fabriken
Bekannt ist die Stadt unter anderem durch Akebono Brake. Das Unternehmen produziert hier seit 1929 Automobilteile, vor allem Bremsen.

## Verkehr
- Straße:
  - Tōhoku-Autobahn

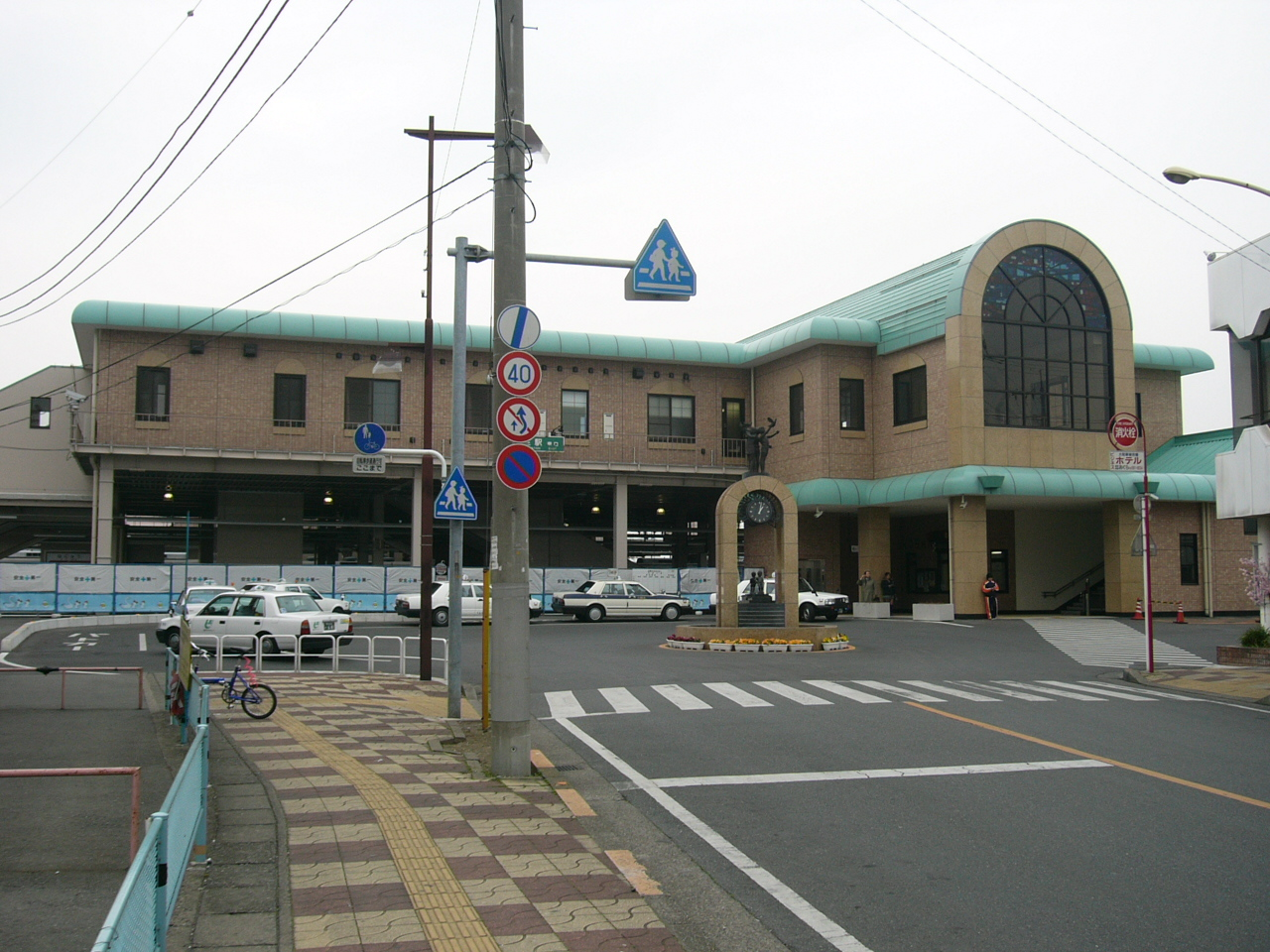
Bahnhof Hanyū

  - Nationalstraße 122, nach Tōkyō oder Nikkō
- Zug:
  - Chichibu-Linie, nach Kumagaya und Chichibu
  - Tobū Isesaki-Linie, nach Isesaki und Asakusa

## Angrenzende Städte und Gemeinden
- Präfektur Saitama
  - Gyōda
  - Kazo
- Präfektur Gunma
  - Itakura
  - Meiwa

## Partnerstädte
- Baguio City, Philippinen, seit 1969
- Kaneyama, Japan, seit 1982
- Durbuy, Belgien, seit 1994